# Norbergs AIF
Norbergs AIF är en fotbollsförening med bred ungdomsverksamhet i Norberg i norra Västmanland. Föreningen grundades 1914 och hette då Norbergs AIF. 1985 bytte föreningen namn till Norbergs BK. 2010 bestämdes det att Norbergs BK och Högfors IF skulle slås ihop. Det nya namnet blev Norberg/Högfors FK och det namnet varade till 2014, då föreningen bestämde sig för att ta tillbaka det ursprungliga namnet Norbergs AIF.
Den högsta serien man spelat i är Sveriges högsta division för damer (1981-1982) och dåvarande division 3 för herrarna (1976).

### Fotnoter
1. ↑  Jimmy Lindahl (27 februari 2004). ”Maratontabell för högsta damserien 1978-2003”. Bolletinen. http://www.bolletinen.se/sfs/pdf/stat_d_maraton_1978_2003_maratontab_f_hogsta_damserien.pdf. Läst 14 oktober 2013.